# Atletismo nos Jogos Pan-Americanos de 1971 - Lançamento de disco feminino
A prova do lançamento de disco feminino nos Jogos Pan-Americanos de 1971 foi realizada em Cali, Colômbia.

## Medalhistas
| Ouro                   | Prata                              | Bronze                  |
| Carmen Romero CUB Cuba | Maria Cristina Betancourt CUB Cuba | Carol Martin CAN Canadá |

## Resultados
| Posição           | Nome                      | Nacionalidade      | Marca | Notas |
| ----------------- | ------------------------- | ------------------ | ----- | ----- |
| Medalha de ouro   | Carmen Romero             | CUB Cuba           | 57.20 |       |
| Medalha de prata  | Maria Cristina Betancourt | CUB Cuba           | 51.76 |       |
| Medalha de bronze | Carol Martin              | CAN Canadá         | 50.04 |       |
| 4                 | Joan Pavelich             | CAN Canadá         | 48.66 |       |
| 5                 | Ranee Kletchka            | USA Estados Unidos | 48.32 |       |
| 6                 | Isolina Vergara           | COL Colômbia       | 46.28 |       |
| 7                 | Gladys Ortega             | ARG Argentina      | 44.86 |       |
| 8                 | Luz Quiñones              | ECU Equador        | 43.68 |       |